# Rodnikí (Krasnodar)
Rodnikí (del ruso: Родники́) es un posiólok del raión de Beloréchensk del krai de Krasnodar, en Rusia. Se sitúa a orillas del río Kelermes, tributario por la derecha del río Bélaya, afluente del río Kubán, 5 km al sur de Beloréchensk y 78 km al sureste de Krasnodar, la capital del krai. Tenía 2 041 habitantes (2008).
Es cabeza del municipio Rodnikóvskoye, al que pertenecen asimismo Vostochni, Prirechni, Stepnói, Sadovi, Grushovi, Podgorni, MTF N.º 1 koljoza im. Lénina y MTF Nº2 koljoza im. Lénina.